# Major League Soccer 2005
Dieser Artikel ist eine Zusammenfassung der Major-League-Soccer-Saison 2005.
2005 feierte die Major League Soccer ihr 10-jähriges Bestehen. Die 10. Saison begann 2. April 2005 und endete am 13. November 2005 mit der 2. Meisterschaft der LA Galaxy.
Die Vereine Real Salt Lake und CD Chivas USA nahmen zum ersten Mal an der MLS teil. Dallas Burn eröffnete sein neues Pizza Hut Park, im August.

## Abschlusstabellen
| Position | Eastern Conference     | Points | Played | Wins | Draws | Losses | Goals | Against | Difference | Average attendance |
| -------- | ---------------------- | ------ | ------ | ---- | ----- | ------ | ----- | ------- | ---------- | ------------------ |
| 1        | New England Revolution | 59     | 32     | 17   | 8     | 7      | 55    | 37      | +18        | 12,525             |
| 2        | D.C. United            | 54     | 32     | 16   | 6     | 10     | 58    | 37      | +21        | 16,664             |
| 3        | Chicago Fire           | 49     | 32     | 15   | 4     | 13     | 49    | 50      | −1         | 17,238             |
| 4        | MetroStars             | 47     | 32     | 12   | 11    | 9      | 53    | 49      | +4         | 15,077             |
| 5        | Kansas City Wizards    | 45     | 32     | 11   | 12    | 9      | 52    | 44      | +8         | 9,691              |
| 6        | Columbus Crew          | 38     | 32     | 11   | 5     | 16     | 34    | 45      | −11        | 12,916             |
| Position | Western Conference     | Points | Played | Wins | Draws | Losses | Goals | Against | Difference | Average attendance |
| 1        | San José Earthquakes   | 64     | 32     | 18   | 10    | 4      | 53    | 31      | +22        | 13,037             |
| 2        | Dallas Burn SC         | 48     | 32     | 13   | 9     | 10     | 52    | 44      | +8         | 11,189             |
| 3        | Colorado Rapids        | 45     | 32     | 13   | 6     | 13     | 40    | 37      | +3         | 13,638             |
| 4        | LA Galaxy              | 45     | 32     | 13   | 6     | 13     | 44    | 45      | −1         | 24,204             |
| 5        | Real Salt Lake         | 20     | 32     | 5    | 5     | 22     | 30    | 65      | −35        | 18,037             |
| 6        | CD Chivas USA          | 18     | 32     | 4    | 6     | 22     | 31    | 67      | −36        | 17,080             |

Die Finalisten New England Revolution und LA Galaxy erreichen den CONCACAF Champions’ Cup 2006.

## Torschützenliste
| Position | Spieler         | Klub                   | Tore |
| -------- | --------------- | ---------------------- | ---- |
| 1        | Taylor Twellman | New England Revolution | 17   |
| 2        | Jaime Moreno    | D.C. United            | 16   |
| 3        | Jeff Cunningham | Colorado Rapids        | 12   |
| -        | Landon Donovan  | LA Galaxy              | 12   |
| 5        | Christian Gómez | D.C. United            | 11   |
| -        | Hérculez Gómez  | LA Galaxy              | 11   |
| -        | Amado Guevara   | MetroStars             | 11   |
| -        | Carlos Ruiz     | Dallas Burn SC         | 11   |
| 9        | Clint Dempsey   | New England Revolution | 10   |
| -        | Youri Djorkaeff | MetroStars             | 10   |
| -        | Josh Wolff      | Kansas City Wizards    | 10   |

## Team Awards
- MLS Cup: LA Galaxy
- U.S. Open Cup: LA Galaxy
- MLS Supporters’ Shield: San José Earthquakes
- MLS Reserve Division: D.C. United

## International Wettbewerbe
- D.C. United – CONCACAF Champions’ Cup – schlägt Harbour View FC aus Jamaika im Viertelfinale. Verliert gegen UNAM Pumas aus Mexiko im Halbfinale.
- Kansas City Wizards – CONCACAF Champions’ Cup – Verliert gegen Deportivo Saprissa aus Costa Rica im Viertelfinale.
- D.C. United – Copa Sudamericana – verliert gegen CD Universidad Católica aus Santiago de Chile in der Runde der letzten 16.

## Individuelle Auszeichnungen
- Most Valuable Player: Taylor Twellman, New England Revolution
- bester Torschütze: Taylor Twellman, New England Revolution (17)
- Verteidiger des Jahres: Jimmy Conrad, Kansas City Wizards
- Torhüter des Jahres: Pat Onstad, San José Earthquakes
- Rookie des Jahres: Michael Parkhurst, New England Revolution
- Trainer des Jahres: Dominic Kinnear, San José Earthquakes
- Comebackspieler des Jahres: Chris Klein, Kansas City Wizards
- Tor des Jahres: Dwayne De Rosario, San José Earthquakes
- Fairplay-Preis: Ronald Cerritos, San José Earthquakes
- Humanitarian des Jahres: Brian Kamler, Real Salt Lake